# Мочурад Андрій Богданович
Мочурад Андрій Богданович (м. Львів, Україна) — український громадський діяч, журналіст, мандрівник, учасник українсько-російської війни, військовий інструктор. Учасник патріотичних та націоналістичних ГО, засновник ГО «ГРАНІТ». Займався патріотичним вихованням молоді, організовував табори, вишколи, експедиції де досліджував та розкопував криївки УПА, створював туристичні маршрути в Карпатах. Організатор численних мистецьких проектів. Андрій Мочурад є родичем діяча ОУН Михайла Мочурада. З 2022 року депутат Львівської районної ради.

## Освіта
За першою освітою — інженер інтелектуальних систем та мереж, за другою — культуролог. Автор дисертації на тему «Соціальна міфологія у молодіжних радикальних рухах в Україні».
Військова освіта — психологія.

## Подорожі
Як мандрівник відвідав понад 40 країн світу, пересуваючись переважно автостопом. В деяких з них, зокрема Іраці, Сирії, Туреччині, Косово — висвітлював військові конфлікти в ролі фотографа та журналіста. В 2019 році здійснив подорож в Антарктиду автостопом (та «кораблестопом») — чим, за інформацією в ЗМІ, встановив світовий рекорд (14 тис. км автостопом). Крім того, він став першим українцем, що добрався на білий континент таким способом. По приїзду — вперше випустив поштівки з видами української полярної станції.

## Освітня і професійна діяльність
Викладав у Львівській IT школі та Львівському національному університеті ім. Франка. Ініційовував проекти по впровадженню 3д принтерів та БПЛА в шкільну освіту, займався навчанням освітян. Розробник та організатор тренінгів за методикою MDMP, автор і видавець низки освітніх та настільних ігор. Одна з них, «Галичина», присвячена польсько-українській війні 1918—1919 років і є першим прикладом української історичної настільної гри. Працював і ІТ галузі у сфері розробки дронів, в ролі інструктора вчив пілотувати дрони літакового типу.

## Громадська діяльність
Учасник Революції гідності, організував та очолював групи молоді від перших днів протестів. Багаторічний організатор та ведучий бардівських вечорів української пісні, та інших мистецьких і патріотичних проектів.

## Участь в російсько-українській війні
З 2014 р. добровольцем воював в АТО, був щонайменше двічі поранений. У лютому 2022 року, організувавши підрозділ добровольців, прибув воювати у Київ. Військова освіта — психолог, військове звання — Старший лейтенант (на 2023 рік).